# Poecilosomella nigra
Poecilosomella nigra är en tvåvingeart som beskrevs av Papp 2002. Poecilosomella nigra ingår i släktet Poecilosomella och familjen hoppflugor. Inga underarter finns listade i Catalogue of Life.